# Kenta Chida
Kenta Chida, född den 22 augusti 1985 i Kesennuma, Japan, är en japansk fäktare som tog OS-silver i herrarnas lagtävling i florett i samband med de olympiska fäktningstävlingarna 2012 i London.